# Archineura incarnata
Archineura incarnata là loài chuồn chuồn trong họ Calopterygidae. Loài này được Karsch mô tả khoa học đầu tiên năm 1891.